# Встречайте бабушку
«Встречайте бабушку» — советский кукольный мультипликационный фильм, снятый режиссёром Расой Страутмане в 1984 году на творческом объединении «Экран».

## Сюжет
История о семье, где мама постоянно болтает по телефону с подругами и из-за этого не может толком приготовить еду, папа смотрит по телевизору хоккей, в квартире беспорядок, а мальчик Костя, которым никто не занимается, одиноко играет в игрушки... Всё меняется с неожиданным приездом бабушки. Взрослые её принимают холодно, только внук рад её приезду, хотя бабушка называет его странным именем «Кузя-Кузьмич». И вот в квартире от волшебных действий бабушки и её магического сундучка-курочки наступает порядок: вещи раскладываются по своим местам, на кухне восстанавливается разбитая посуда и в духовке печётся пирог, разнося по квартире аромат! Родители вдруг приходят в себя: перестают ругаться и радостно накрывают праздничный стол.
Но бабушка исчезает так же внезапно, как и появилась, вызывая этим у всех недоумение и сожаление. А вскоре раздаётся звонок в дверь и бабушка появляется вновь, но теперь взрослые ей рады, а зять даже надеется, что его тёща погостит у них подольше...

## Создатели
| автор сценария                | Александр Курляндский |
| режиссёр                      | Раса Страутмане |
| художник-постановщик          | Алексей Лярский |
| композитор                    | Александр Раскатов |
| оператор                      | Лев Ревтов |
| звукооператор                 | Олег Соломонов |
| роли озвучивали:              | Татьяна Пельтцер — бабушка Галина Иванова — Костя-Кузя Раиса Мухаметшина — мама Артем Карапетян — папа                                                      |
| художники-мультипликаторы:    | Людмила Африна, Алла Соловьёва, Ольга Дегтярёва |
| куклы и декорации изготовили: | Надежда Лярская, Галина Круглова, Елена Покровская, Геннадий Богачёв, Маргарита Богатская, Анатолий Кузнецов, Нина Пантелеева, Юрий Одинцов, Валерий Петров |
| монтажёр                      | Людмила Коптева |
| редактор                      | Валерия Медведовская |
| директор картины              | Е. Бобровская |